# Tang Xizong
Tang Xizong (chinois : 唐僖宗 ; pinyin : táng xīzōng, 8 juin 862 –20 avril 888) est un empereur chinois taoïste de la dynastie Tang. Son nom de naissance est Li Xuan (李儇). Il règne de  873 à 888. C'est le fils de  Yizong.
À partir des années 860, le fragile équilibre qui avait permis le rétablissement de l'empire Tang s'effrita irrémédiablement. Les empereurs qui furent installés se révélèrent peu capables, et ne purent endiguer le déclin de leur dynastie.
Des groupes de pillards émergèrent dans les franges orientales en 874, dirigées par des rebelles ayant émergé dans la contrebande du sel, d'abord Wang Xianzhi qui fut exécuté en 874, puis Huang Chao. Surtout actives dans le Henan et le Shandong au début, elles s'étendirent progressivement vers le bassin du fleuve Jaune. Des troupes de rebelles agirent aussi en direction du Sud, parvenant jusqu'à Canton qui fut pillée en 879. Mais leurs plus gros succès eurent lieu au Nord. Luoyang fut prise en 880, puis Chang'an l'année suivante, avant une contre-attaque des troupes impériales qui ravagèrent à leur tour la capitale, puis se retirèrent pour laisser la place à un retour des insurgés qui achevèrent de dévaster la ville, qui ne fut dès lors plus que l'ombre de ce qu'elle avait été. Elle passa en 883 sous le contrôle d'un général turc qui avait été à la solde des Tang, Li Keyong,. Repoussé, Huang Chao mourut en 884, sans doute acculé au suicide, ou bien tué par un parent.